# Països nòrdics

El Consell Nòrdic, organització que aplega la majoria dels països nòrdics.

Els països nòrdics, de vegades coneguts també com la regió nòrdica, conformen una regió de l'Europa del Nord integrada pels estats independents de Dinamarca, Finlàndia, Islàndia, Noruega i Suècia i pels seus territoris associats (en particular les illes Fèroe, Groenlàndia i Åland). De vegades, el terme «Escandinàvia» també es fa servir en aquest sentit més ampli, tot i que realment té un significat més restringit.
Els cinc estats i les tres regions autònomes de la regió comparteixen molts trets històrics i socials comuns, com ara els sistemes polítics (tres de les monarquies supervivents d'Europa es troben en aquesta part del continent: Dinamarca, Noruega i Suècia). Tot i que políticament no formen una entitat per separat, tots aquests territoris cooperen en el Consell Nòrdic. Lingüísticament, la regió és heterogènia, amb dos grups de llengües ben diferenciats, la branca escandinava de les llengües indoeuropees i les branques baltofinesa i sami de les llengües uralianes. El conjunt dels països nòrdics té una població d'uns 25 milions d'habitants.
Tot i que només Dinamarca, Finlàndia i Suècia pertanyen a la Unió Europea, a tots cinc estats nòrdics s'apliquen els Acords de Schengen de lliure circulació de persones en virtut d'un antic acord preexistent entre aquests països conegut com la Unió Nòrdica de Passaports, creat el 1954 i posat en pràctica el 1958. Només en queden fora expressament les illes Fèroe, que legalment no pertany a la UE, i Groenlàndia i les dependències noruegues, que ja no formaven part del tractat preexistent.

## Banderes
Tots els països nòrdics, incloent-hi els territoris autònoms de les illes Fèroe i Åland, tenen una bandera similar, basada en la Dannebrog, la bandera danesa. Totes aquestes banderes tenen una creu descentrada, amb la intersecció més a prop del pal que del vol, l'anomenada «creu nòrdica».
| Dinamarca | Illes Fèroe | Finlàndia | Islàndia | Noruega | Suècia | Åland |
| Dinamarca | Fèroe       | Finlàndia | Islàndia | Noruega | Suècia | Åland |

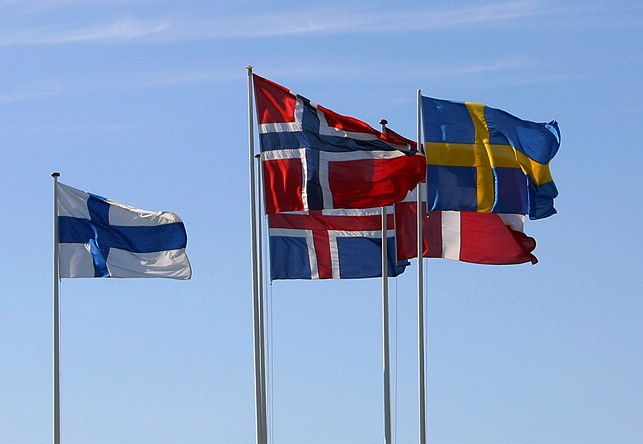
Banderes nòrdiques

Groenlàndia i la Lapònia han adoptat banderes sense la creu nòrdica, però presenten un cercle descentrat situat al mateix lloc que la creu.
| Groenlàndia | Lapònia |
| Groenlàndia | Lapònia |

## Altres territoris vinculats als països nòrdics
Des de la seva independència de la Unió Soviètica el 1991, Estònia s'ha presentat com un país nòrdic. Toomas Hendrik Ilves, anterior president estonià, ha insistit sovint en aquesta idea. Tot i que el país generalment és inclòs entre els països bàltics, els estonians es consideren ells mateixos un poble nòrdic, pel fet que són ètnicament i lingüística propers als finesos, a més de compartir llaços culturals i històrics molt estrets amb Suècia i Dinamarca. D'altra banda, cal destacar que la majoria de les inversions i comerç internacional d'Estònia apunten als països nòrdics, i que, en l'àmbit militar, el país és membre del Grup de combat nòrdic de la Unió Europea.

Bandera d'Estònia
Disseny alternatiu de la bandera d'Estònia

Les illes Shetland i Orkney, sota sobirania britànica i situades al nord d'Escòcia, també tenen molta vinculació amb els països nòrdics. Aquests dos arxipèlags foren colònies noruegues durant més de 500 anys fins al 1472, i encara avui en dia mantenen intercanvis culturals amb Escandinàvia. El disseny de les banderes de Shetland i Orkney demostra els seus vincles amb els països nòrdics.

Bandera de Shetland
Bandera d'Orkney